# Кичерный
Кичерный (укр. Кічерний) — село в Ждениевской поселковой общине Мукачевского района Закарпатской области Украины.
Население по переписи 2001 года составляло 421 человек. Почтовый индекс — 89141. Телефонный код — 3136. Занимает площадь 1,031 км². Код КОАТУУ — 2121585002.
Через село протекает река Жденевка.